# Shashi (ort)
Shashi är en ort i Kina. Den ligger i provinsen Hubei, i den centrala delen av landet, omkring 200 kilometer väster om provinshuvudstaden Wuhan. Antalet invånare är 498 780.
Runt Shashi är det tätbefolkat, med 369 invånare per kvadratkilometer. Shashi är det största samhället i trakten. Trakten runt Shashi består till största delen av jordbruksmark.
Genomsnittlig årsnederbörd är 1 247 millimeter. Den regnigaste månaden är maj, med i genomsnitt 183 mm nederbörd, och den torraste är december, med 19 mm nederbörd.